# جیانمارکو کونتی
جیانمارکو کونتی (انگلیسی: Gianmarco Conti؛ زادهٔ ۱ فوریهٔ ۱۹۹۲) بازیکن فوتبال اهل ایتالیا است.
از باشگاه‌هایی که در آن بازی کرده‌است می‌توان به باشگاه فوتبال آ.ث. میلان اشاره کرد.
وی همچنین در تیم‌های ملی فوتبال زیر ۱۶ سال ایتالیا و زیر ۱۷ سال ایتالیا بازی کرده‌است.